# Ritualer i nordisk religion
Ritualer i nordisk religion er de religiøse handlinger, der blev udført af nordboerne i før-kristen tid. Den nordiske religion var en folkereligion, hvis hovedfunktionen var at sikre samfundets overlevelse og regeneration. Religionen var derfor decentral og primært knyttet til lokalsamfundet og slægten, selvom der også findes vidnesbyrd om store nationale religiøse fester. Det var lederne, fx høvdingene, der varetog kulten på vegne af lokalområdet. På den enkelte gård var det husfaderen, og for hele landet kongen. I før-kristen tid havde man derfor ikke nogen betegnelse, der var parallel med den moderne term religion; det tætteste var begrebet sidr, som nærmest betyder sædvane eller skik. Det betød, at kristendommen under religionsskiftet ofte blev benævnt nýr sidr (den nye skik), mens den traditionelle religion blev kaldt forn sidr (forfædrenes skik). Tyngdepunktet i den før-kristne religion lå i den religiøse praksis, dvs. i de hellige handlinger, ritualerne og dyrkelsen af guderne.
Religionen var på intet sted og på intet tidspunkt en entydig størrelse, men udgjorde et konglomerat af beslægtede forestillinger og skikke. De kunne både være nedarvede og indlånte, for skønt Nordens store geografiske afstande skabte basis for kulturelle forskelle, forstod man trods disse overalt hinandens traditioner, skikke, poesi og fortællinger. I flere af de ritualer vi kender fra kilderne var ofringer et vigtigt element. Således havde fx fællesspisning af kødet fra dyr, der blev ofret, en central rolle ved de store kalenderfester sammen med drikning af øl eller mjød. I dagligdags sammenhænge har man sandsynligvis langt oftere brugt andre fødevarer som offer, fx korn eller lignende. Formålet med ofringerne var i de fleste tilfælde sikring af frugtbarhed og vækst. Men en anledning kunne også være en pludseligt opstået krisesituation eller en af de forskellige overgange i livet, som fx optagelse af et nyfødt barn i familien, bryllup eller begravelse. I datidens samfund var der et klart skel mellem privat og offentlig kult, og ritualerne var derfor knyttet enten til husstanden og individet eller til samfundets strukturer.
I dag vides det ikke med sikkerhed, hvor meget de kendte myter svarer til de religiøse forestillinger nordboerne havde i den før-kristne tid og heller ikke, hvordan de handlede i forhold til dem i dagligdagen. De hedenske nordboer nedskrev nemlig ikke selv noget om deres egne ritualer, og de kristne fandt det sjældent umagen værd at beskrive dem som andet end overtro og djævelskab. Derfor er disse tekster præget af både misforståelser og afstandtagen fra den hedenske religion, mens de arkæologiske fund samtidig er vanskelige at tolke uden at det skriftlige materiale tages i brug.

## Gudedyrkelse
I nyere tid har der i forskningen været en tendens til at nedtone betydningen af de store offentlige fester, som omfattede befolkningen i store landområder og i stedet betone den betydning, de mere lokale fester havde i den enkeltes liv. Lige som de øvrige germanske folkeslag havde nordboerne i før-kristen tid ikke nogen særskilt præstekaste, i stedet hang rollen som kultleder sammen med rollen som samfundets sekulære leder. I den enkelte husstand var det tilsvarende familiens overhoved, der var ansvarlig. De islandske sagaer er af stor betydning for vores forståelse af dagligdagens religion, selvom de skrevet langt senere i en kristen tid. Selv når der tages højde for den stærke kristne påvirkning tegnes der et billede af en religion, som var tæt knyttet til årets cyklus og til samfundets sociale hierarki. På Island bar den lokale sekulære leder titlen gode, hvilket oprindeligt havde betydet præst, men som i middelalderen betegnede en lokal sekulær politisk leder.
De ceremonielle fællesmåltider i forbindelse med blótgilderne omtales i flere kilder, og de er derfor blandt de bedst beskrevne ritualformer. Udover måltider med mad og drikke kan optrin med dansere iført masker, der spillede på instrumenter mens de sang, have været en anden udbredt praksis. I modsætning til hvad der var gældende inden for kristendommen havde ingen i det før-kristne Norden monopol på kultudførelse, så det stod alle frit for at ofre og udføre kulthandlinger. Derfor var der formentlig store regionale forskelle i den rituelle praksis over hele Norden, men de overordnede og fælles kulturelle normer betød, at det normalt var personen med den højeste status og største autoritet (husfaderen i hjemmet eller landsbyoverhovedet), der ledede ritualerne. Kilderne fortæller også at ofring for frugtbarhed, en vellykket rejse, et langt liv, rigdom osv. var en naturlig og fuldt integreret del af dagliglivet i det nordiske samfund, hvilket er et forhold der har været gældende i størsteparten af alle før-moderne samfund over hele jorden.
Dyrkelsen af kvindelige magter har givetvis fyldt mere i datidens samfund, end hvad der fremgår af de middelalderlige tekster. Det skyldes primært at det skriftlige materiale som regel er forfattet af mænd, og at religiøse handlinger forbundet til den kvindelige sfære derfor i mindre grad blev overleveret end de tilsvarende mandlige. Et spor til deres betydning kan fx fås fra stednavnematerialet, hvor det er blevet påvist, at der i nærheden af lokaliteter, der indeholder den mandlige guddom Frejs navn, ofte også findes et med den kvindelige gudinde Frejas navn. Samtidig var de frugtbarheds- og divinationsritualer, som kvinder fuldt ud kunne deltage i og lede, også de hedenske ritualer, der overlevede længst efter religionsskiftet.
Til dyrkelsen af de forskellige guddomme var der knyttet bestemte typer af dyr og genstande. Således spillede heste og svin en stor rolle i dyrkelsen af Frej. Det betød ikke, at det samme dyr ikke kunne spille en rolle i kulten for en anden gud, så hesten var fx også knyttet til Odinskulten. En af de vigtigste genstandstyper i den nordiske religion var skibet. Fra arkæologien ved vi, at det spillede en central rolle i kulten helt tilbage fra bronzealderens helleristninger og rageknive og op til vikingetidens billedsten. Tolkning af skibets betydning i relation til det mytologiske materiale er dog kun mulig for den sene periode, hvor det i hovedsageligt var knyttet til døden og ligfærd.

### Kultstatuer og billeder
Flere skriftlige kilder beretter om statuer, der forestillede guder. I reglen beskrives de som menneskelignende, eller måske snarere som stave af træ, hvor et ansigt eller lignende er blevet udskåret på toppen. Et eksempel er Ibn Fadlans beskrivelse af en nordbos ofring ved Volga. Denne beretning rummer en antydning af en mytologisk sammenhæng, men det er desværre umuligt at tyde indholdet af den. I før-kristen tid havde kunst ofte religiøs betydning, derfor kunne udsmykninger og ornamenter med mytologiske motiver placere genstande og lokaliteter i en religiøs sammenhæng; fx kunne ritualer få en form for permanent virkende effekt ved at blive afbilledet.
Der er ikke blevet fundet nogen statuer fra vikingetiden af den beskrevne størrelse, men kun mindre figurer eller amuletter, og det kan skyldes, at de største og mest prominente bevidst er blevet ødelagt. Efter religionsskiftet blev besiddelse af sådanne statuer forbudt og straffet hårdt. I mange missionsberetninger indgår destruktion af afgudsbilleder som et højdepunkt, der skal demonstrere de hedenske guders afmagt overfor den kristne gud. Disse forhold kan være baggrunden for deres fravær i fundmaterialet. I sagalitteraturen optræder der flere gange små figurer, som kan opbevares i en pung. Denne type kendes fra arkæologiske fund fra hele Norden og kan fx være hammerformede smykker, guldgubber og små gudestatuer. Kilder fra forskellige perioder viser også, at vogne ligeledes har været benyttet i forbindelse med frugtbarhedsritualerne over hele Norden i et meget langt tidsrum. Fra Tacitus' bog Germania kendes bl.a. beskrivelsen af en hellig vogn. Derudover er bevaret Dejbjergvognene fra romersk jernalder, Osebergskibet fra vikingetiden og sagaen om Gunnar Helming fra middelalderen. Måske kan der endda føres spor helt tilbage til bronzealderens processioner.

## Offentlig kult
Selvom vi ikke kender ritualerne i detaljer, er det muligt at danne et, om end uklart, billede af nogle af de ritualer og religiøse handlinger gennem fortolkning af overleverede levn. Kildematerialet er meget forskelligartet, fordi de skriftlige vidnesbyrd hovedsageligt er sene og skrevet i en kristen sammenhæng. Derfor er det ofte også svært at afgøre, hvorvidt et ritual har været offentligt eller privat. Den eneste hedenske helligdom, der findes detaljeret information om, er det store tempel i Uppsala, som blev beskrevet af den tyske kronikør Adam af Bremen på et tidspunkt, hvor det centrale Sverige var det sidste politiske centrum i Norden, hvor den hedenske religion stadig blev dyrket offentligt.

### Helligsteder
Flere steder i Skandinavien er der i nyere tid blevet gjort fund af såkaldt multifunktionelle centralsteder. Ved Tissø har man udgravet et kompleks, som bl.a. bestod af en stor halbygning, hvortil et indhegnet område med en mindre bygning var knyttet. Hallen var sandsynligvis scene for de store kultfester, mens indhegningen rummede et hørg. Dette bygningskompleks ligner andre, der er fundet flere steder i Sydskandinavien. Andre lokaliteter er Borg på Lofoten, Uppsala i Uppland, Uppåkra i Skåne, Gudme på Fyn og Lejre på Sjælland. De fund har siden 1970'erne kraftigt forøget vor viden om den offentlige kult. Udgravningerne har fx vist, at store bygningskonstruktioner fra ca. 600 til langt ind i vikingetiden og middelalderen blev benyttet til både verdslige og religiøse formål. Sådanne centralsteder har med meget stor sandsynlighed fungeret som både politiske, økonomiske og religiøse centre. Kombinationen af fælles højtidsfester og markeder har været vidt udbredt i mange kulturer gennem hele historien, for i et samfund med vanskelige kommunikationsveje udnytter man muligheden for at gøre flere ting samtidig, hvorfor der ofte blev afholdt både ting, marked, domstol og store kultfester på samme sted og samme tidspunkt. Den offentlige kult skal derfor også ses i sammenhæng med de øvrige offentlige aktiviteter. Nogle steder har den samme plads været benyttet kontinuerligt fra romersk jernalder indtil middelalderen, mens der andre steder har været en succession mellem forskellige lokaliteter. Undersøgelser af centralkomplekset ved Tissø har vist, at anlægget fra 7. århundrede gradvist voksede i størrelse frem til 10. århundrede. De yngste fund er fra 1020-1030, hvor den store bygning tilsyneladende blev demonteret.
Lokalt havde man forskellige typer af hellige steder, der ofte var markeret af en afgrænsning, enten permanent i form af et stengærde eller midlertidigt ved hjælp af kviste eller lignende. Dermed skabte man et rum, hvor der gjaldt særlige regler, som at man ikke måtte spilde blod på indviet jord. Helligstedernes betydning skal forstås i sammenhæng med de kosmologiske forestillinger. Lokalmiljøet blev opfattet som en afspejling af det store kosmos, hvor det nære miljø i landsbyen og på marken opfattedes som en parallel til Asgård og Midgård, mens Jotunheim, skovene, fjeldene og overdrevet alle var potentielt farlige steder, men også livsnødvendige for menneskene. Måske dyrkede man jætterne sådanne steder. Det vides, at forskellige typer af guddommelige magter var knyttet til forskellige typer af lokaliteter, og også at der var knyttet forskellige typer af ritualer til dem. Der er imidlertid ikke kendskab til nogen kult rettet mod jætterne, så det er stadig usikkert, hvorvidt en sådan fandtes.
Der er langtfra enighed om helligdommenes udformning, lige som deres funktion længe har været et diskussionsemne. Det skyldes især, at kilderne sjældent er entydige. Den sakrale betydning har dog tilsyneladende været sekundær for nogle bygningstyper. I de germanske sprog fandtes der i før-kristen ikke en betegnelse, der direkte kan oversættes til det latinske ord templum, som det moderne ord tempel stammer fra. Det har derfor længe været diskuteret, hvorvidt der i Norden før religionsskiftet fandtes bygninger, som udelukkende havde sakrale formål. Sandsynligvis har man nogle steder opført særlige bygninger til religiøse formål, idet betegnelserne hov og hørg (hörgr) optræder flere steder. Andre kilder tyder samtidig på, at de rituelle handlinger ikke nødvendigvis var begrænset til bygninger, som udelukkende var opført til religiøse formål. Hvorvidt man har rejst ’’templer’’ har givetvis været afhængigt af lokale traditioner og økonomiske ressourcer. Et hov eller et hørg var desuden heller ikke nødvendigvis tilknyttet et centralsted.
Andre former for kulthuse i Norden var hallen, salen, viet og lunden. Fra flere steder kendes der stednavne, hvori ordet sal indgik, og de multifunktionelle haller kan muligvis være blevet kaldt det navn. Tidligere blev ordet sal i forskningen ofte oversat med lade eller stald, hvilket imidlertid har vist sig at være en ufuldstændig oversættelse. En sal har snarere været et langhus med kun ét rum. Og denne bygningstype har været forbundet med meget høj social prestige, der over hele det germanske område blev brugt til gæstebud og lignende sociale sammenkomster. I stednavne er sal hovedsageligt forbundet med Odin, hvilket viser en klar forbindelse til herskermagten. Sal i ældre stednavne kan derfor muligvis være indikation af at der engang har ligget egentligt kulthus på stedet. Hallen (höll) var en anden type sakralbygning, der ikke var et beboelseshus, men et hus med specialfunktioner, bl.a. gæstebud. Heorot i Beovulfkvadet bliver fx betegnet som en hal. Ordet hal har man imidlertid ikke entydigt kunnet konstatere i stednavnematerialet, og derfor har ordet måske været et sent indlån i de østnordiske sprog fra enten tysk eller engelsk.
Viet er en anden form for helligsted og er også den sikreste betegnelse for et helligsted i Norden, der kendes. Ordet stammer fra urgermansk *wîha, der betyder hellig. Oprindelig har betegnelsen været hæftet på naturlokaliteter, men med tiden kan der være blevet opført et egentligt kulthus på stedet.

#### Gamla Uppsala
Adam af Bremens skildring af offerfesten og helligstedet i Uppsala fra 11. århundrede er den mest kendte kilde til den før-kristne religions ritualer i Sverige. Der hersker almindelig enighed om at Gamla Uppsala var en af den gamle religions sidste bastioner i Mellemsverige, og at den stadig havde stor betydning, da Adam nedskrev sin beretning. Adam fortæller, at templet var forgyldt overalt, og at det indeholdt afbildninger af de tre vigtigste guder. Den vigtigste, der var placeret i midten, var Thor, og på hans ene side stod Odin og på den anden Frej. Han fortæller videre, at Thor regerede i himlen, hvor han herskede over regnen, vinden og tordenen, og at han sørgede for godt vejr til afgrøderne. I hånden havde han et scepter. Odin var krigens og modets gud, hans navn betød den rasende, og han var afbildet som en kriger. Frej var derimod gud for fred og fysisk tilfredsstillelse, og han var derfor fremstillet med en stor fallos. Hver gud havde sine egne præster, og hvem af guderne folket ofrede til, afhang af hvad man ønskede hjælp til; Thor blev påkaldt i tilfælde af hungersnød og sygdom, Odin for at få sejr og Frej for frugtbare ægteskaber.
Ifølge Adam fungerede templet i Uppsala som centrum for den nationale dyrkelse af guderne, og hvert niende år blev der afholdt en stor kultfest, hvor alle indbyggere fra de svenske provinser skulle deltage, herunder også dem, der var døbt som kristne. Ved disse fester blev mænd og handyr af forskellige dyrearter ofret ved hængning, heriblandt hunde og heste. Adam genfortæller fra kristne øjenvidneberetninger, at 72 lig kunne hænge ved siden af hinanden i træerne ved en sådan offerfest. Han beskriver den centrale kultbygning med den latinske betegnelse triclinium, der betyder fest(banket)sal, og som blev brugt til libationsofre. I romersk kultur blev en sådan bygning ikke opfattet som et egentligt tempel, men havde i stedet en funktion, der minder om Heorots funktion i Beovulfkvadet (nedskrevet omkring år 1000). Til sammenligning er der i jernalderhallen ved Borg på Lofoten konstateret bænke langs tre af rummets sider, ligesom i et romerske triclinium.
For nylig har man i Uppsala afdækket resterne af et stort hus, som har været omtrent 100 m langt, og som fungerede i perioden fra 600 til 800. Det var opført på et kunstigt plateau nær de store gravhøje fra vendelperioden og må være en kongsgård med nær tilknytning til den kongemagt, der blev etableret i området i løbet af denne periode. Under den er resterne af et ældre og mindre hus blevet fundet; stedet har derfor ganske sikkert fungeret som helligsted i et meget langt tidsrum, og mindet om salen er sandsynligvis bevaret i selve stednavnet Uppsala. Uden om bygningen var der en indhegning, der ikke kan have haft nogen forsvarsmæssig funktion, men som kunne være en markering af kongens eller det helliges sfære. Omkring 900 nedbrændte den store bygning, men nye grave blev efterfølgende anlagt ovenpå den. En yngre hal kan have ligget på det sted, hvor en middelalderlig kirke senere blev bygget. Der har derfor nok aldrig eksisteret noget tempel der, så rammerne om den store kultfest må i stedet have været denne sal, der også blev benyttet til banketter og politiske og juridiske aktiviteter. Gamla Uppsala var i brug i omkring 2000 år, men kompleksiteten og størrelsen af anlægget blev forøget op til vikingetiden, således at Uppsala i perioden 500 til 1000 fungerede som et vigtigt center for en fyrstemagt, der opbyggede en omfattende religiøs organisation på stedet.

### Kultledere
I den nordiske religion fandtes der ikke et egentligt præsteskab i form af personer, der fungerede som ledere af kulten på fuld tid. I stedet var der forskellige type ledere, der ved siden af deres verdslige erhverv varetog en række religiøse forpligtelser. Fra islandske sammenhænge kendes betegnelserne góði (gode) og gýðja (gydje), mens vífill og lytir primært kendes fra det østnordiske område. Titlen gode er dog også kendt fra bl.a. danske runesten. Overordnet var kongen eller jarlen ansvarlig for den offentlige kult i sit land, mens husfaderen i den enkelte husstand var det i privatsfæren.
I det nordiske samfund var både den verdslige og den religiøse magt således koncentreret omkring enkeltpersoner. Den blev sikret gennem venskabs- og troskabsbånd og havde til følge, at der ikke fandtes nogen helt fasttømrede magtstrukturer. Det var kun muligt for kongen at udøve sin magt, hvor han selv var, eller hvor han havde en betroet stedfortræder. En konge måtte derfor have sine egne gårde rundt omkring i sit rige, hvor hans regering rent fysisk kunne være placeret. Det er usikkert hvilke af dem, der var kongelige, og hvilke der var ejet af det lokale aristokrati, men måske kan stednavne være en indikation. Det almindelige svenske toponym Husaby eller Huseby kan måske være en gammel betegnelse for en kongsgård. Det samme forhold gjorde sig gældende for ledere længere nede i hierarkiet: Deres tilstedeværelse var nødvendig, før ritualerne virkede.
Den kultledertype der kendes mest er goden, fordi flere personer, som bærer denne titel optræder i de islandske sagaer. På grund af det generelt ringe kendskab til de nordiske kultledere har der i forskningen været en tendens til at gøre goden og det kvindelige modstykke gydjen til en fællesnordisk funktion. Der er dog intet der tyder på, at dette rent faktisk var tilfældet. I historisk tid var goden en mandlig politiker og dommer, dvs. en høvding, men etymologisk har ordet samme oprindelse som ordet ’’gud’’, hvilket er det vigtigste tegn på ældre sakrale funktioner. I før-kristen tid var goden således både politisk leder, jurist og religiøs ekspert.
Andre kultlederfunktioner var bl.a. þulr (thul), thegn, vólva og sejdmand. Betegnelsen thul er beslægtet med ord, der betyder fremsigelse, tale, synge og lignende, så denne præstefunktion har sandsynligvis været forbundet til hellig, måske esoterisk, viden. Thulen var også knyttet til Odin, kongernes og herskernes gud, og dermed til digtning og aktiviteterne i banketsalen. Det er derfor en mulighed, at thulen var en kultfunktion, som som var særligt knyttet til kongens sal. Vølven og sejdmanden var begge knyttet til sejd.

### Menneskeofring
Spørgsmålet om, hvorvidt nordboerne praktiserede menneskeofring, har længe været et diskussionsemne, fx hvad grunden var til, at den ældre kvinde blev lagt i Oseberggraven, og om hvordan Ibn Fadlans beretning om drabet på trælkvinden skal tolkes. Der er dog blevet konstateret så mange spor efter sådanne ofringer, at det med stor sandsynlighed var, om end ikke almindeligt forekommende, så ikke noget ukendt i før-kristen tid; fx omtales det i flere skriftlige kilder, ligesom billeder på fx gotlandske billedsten kan tolkes som ofrede mennesker. De mange fund af moselig og sporene efter ofring af krigsfanger tilbage til før-romersk jernalder viser, at rituelle drab i en eller anden form ikke var ualmindelige i Nordeuropa i perioden før vikingetiden. Dertil kommer, at nogle fund fra vikingetiden kan tolkes som levn efter ofringer af mennesker. Af de skriftlige kilder fremgår, at en hærfører ved hjælp af et spyd kunne vie fjendens krigere til Odin. Derved blev krigen ritualiseret og helliggjort, og de overvundne og dræbte modstandere fungerede som offergaver. I det hele taget var vold en del af dagliglivet i vikingetiden og forud for den, og den fik derved naturlig religiøs betydning i lighed med andre af livets forhold. Menneskeofring forekom sandsynligvis i vikingetiden, men intet tyder på, at det var en del af de normale offentlige ritualer. I stedet var det noget, der kun forekom i forbindelse med krig og krisesituationer.

### Udviklinger
Udgravningerne af centralpladserne har vist, at den offentlige kult ændrede karakter over tid. I Sydskandinavien gik man bort fra de store offentlige offerceremonier, som havde været almindelige op i romersk jernalder. I 6. århundrede forsvinder fx de store våbenofringer. I stedet kan finder man spor efter en kult, der i højere grad var knyttet til en herskers bolig. Ændringen viser sig bl.a. ved, at guldgubber og brakteater bliver almindelige. Guld var et kostbart materiale og var derfor i særlig høj grad knyttet til herskeren og hans slægt. Forandringen er meget markant og er måske et tegn på, at religionsskiftet i Norden begyndte på et tidligere tidspunkt, end man hidtil har ment, og at skiftet har været tæt forbundet med etableringen af konge- og fyrstedømmer.

## Privat kult
Ritualerne i den private kults fester var langt hen ad vejen parallelle med ritualerne i den offentlige. I mange tilfælde er det dog vanskeligt at afgrænse, hvad der er privat og offentlig kult, fx når det gælder de årlige blótgilder og kriseritualer. I privatsfæren blev ritualerne udøvet for og af gårdens folk med husfaderen (husstandens overhoved) og hans hustru i spidsen. Det er uvist, hvor vidt trælle deltog, og i hvilket omfang det i så fald skete. Ritualer var dog ikke alene begrænset til festerne, for der var ritualer forbundet med alle dagliglivets gøremål. Størsteparten involverede kun en enkelt eller et par personer, mens nogle få vedrørte alle gårdens beboere og hele slægten.

### Overgangsriter
Ritualerne forbundet med personers statusskift og overgange i livet, fx i forbindelse med fødsel, bryllup og død, fulgte det samme overordnede mønster, som kendes fra overgangsriter. Som noget usædvanligt for Norden, er der ikke overleveret nogen ritualer i forbindelse med relation til overgangen fra barn til voksen.

#### Fødsel og dåb
En fødsel har indtil til for ganske nylig været en meget farlig situation, både for barn og mor. Derfor har fødselsriter været almindelige i mange før-moderne samfund. I vikingetiden påkaldte man fx gudinderne Frigg og Freja og sang særlige rituelle sange, af typen ’’galdr’’, for at beskytte den fødende og barnet. Skæbnebegrebet havde stor betydning i den nordiske kultur, og den blev fastlagt i fødselsøjeblikket af nornerne. Kort tid efter fødslen skulle den nyfødte anerkendes af husfaderen. Det skete ved at barnet blev placeret på hans knæ, mens han sad i højsædet. Her blev det overøst med vand og fik navn, og blev dermed inkluderet i slægten. Børn blev ofte opkaldt efter en afdød slægtning, og en bestemt guddoms navn kunne indgå som led i navnet. Man mente at bestemte egenskaber knyttede sig til navne, og at de blev videreført, når yngre generationer genbrugte navnene. Dette var et element i forfædredyrkelsen. Knæsætning betød, at barnet fik status som socialt individ, med de rettigheder det medførte; fx kunne det ikke længere sættes ud, uden at det ville blive regnet som mord. Udsætning var ellers en socialt accepteret befolkningsbegrænsende skik. Det, at der under fødslen var flere guddomme tilstede, viser, at man i modsætning til fx den kristne kultur ikke opfattede kvinden og barnet som ekskluderet fra det normale samfund, og tilsyneladende knyttede der sig generelt ingen forestillinger om urenhed til kvinders biologiske funktioner og cyklusser.

#### Bryllup
Ægteskabet var den vigtigste samfundsinstitution i Norden, da det var selve kernen i slægtssamfundet. Indgåelse af ægteskab var derfor en vigtig overgang, ikke blot for det enkeltes individs status, men også for alle medlemmerne i begge de involverede slægter. Et ægteskab var en juridisk aftale, der bl.a. havde betydning for arve- og ejendomsforhold, mens selve brylluppet var en markering af en pagt, hvor slægterne lovede at hjælpe hinanden. Pga. den store betydning havde det mandlige slægtsoverhoved det sidste ord i denne sammenhæng; religionshistorikeren Gro Steinsland mener, at det unge par i realiteten dog også må have haft noget at skulle have sagt, da forholdet mellem ægtefællerne var afgørende for gårdens drift. Et bryllup var en langvarig og kollektiv proces, der var underlagt mange rituelle regler, som først blev afsluttet med selve bryllupsfesten. Proceduren skulle følges, for at de guddommelige magter kunne sanktionere ægteskabet, så det kunne sikres, at tingene ikke gik galt på et senere tidspunkt. Sagalitteraturens mange fortællinger om de komplicerede individuelle følelser et ægteskab kunne udløse vidner imidlertid om, at det ikke altid gik godt.
Som optakt til et ægteskab sendte brudgommens familie sendemænd sammen med gommen på frierfærd til brudens familie; her blev datoen for trolovelsen aftalt. Dette var det første juridiske bindende skridt mellem familierne, og ved denne lejlighed aftaltes brudeparrets ejendoms- og arverettigheder samt medgift (heimanfylgja) og brudegave (mundr) fra gommens slægt. De var brudens personlige ejendom. Brudens slægt var i reglen en smule mindre velstående end gommens, men forskellen var sjældent alt for stor. Medgiften fungerede derfor også som en form for investering for hendes slægt ved at gøre det muligt for hende at gifte sig ind i en mere magtfuld slægt. Brudekøb er en gammel betegnelse, der stammer fra denne forhandling. Køb (kaup) betyder i denne sammenhæng retslig bindende aftale. Når man var blevet enige om betingelserne, blev aftalen beseglet under et gilde. Disse forhold var dog forbeholdt den dominerende klasse af frie og landbesiddende bønder (bóndi/bœndr), idet den øvrige del af befolkningen, dvs. tjenestefolk, trælle og frigivne, ikke kunne agere frit på samme måde, men var totalt afhængige af deres husherre.
Brylluppet (brudlaup) var det vigtigste enkeltritual i hele det overordnede ritualforløb. Det omfattede det første offentlige møde mellem de to slægter og bestod af en fest, som varede i flere dage: Mindre end tre dage blev anset som usselt. Gæsterne bevidnede, at processen var fulgt korrekt. I kilderne fremgår kun meget lidt om, hvordan guderne blev aktiveret i bryllupsritualerne. Vi ved at gudinden Vår viede parret, at en afbildning af Mjølner kunne blive placeret i brudens skød, at Frej og Freja normalt blev anråbt i elskovs- og ægteskabssager, men nogen detaljer kendes ikke. Fra lovtekster ved vi dog, at ’’sengeledning’’ var et helt centralt ritual. Her blev parret den første nat fulgt til sengs af vidner, som bar på fakler; dette fungerede som markering af forskellen på det lovlige forhold og de hemmelige udenfor ægteskabet.

#### Begravelse
Døden var i vikingetiden altid nærværende, og forestillinger og ritualer, der var relateret til dødsfald og efterliv spillede en stor rolle. Alligevel er de kendte forestillinger om døden meget lidt entydige. Nogle få forhold kan dog genfindes forskellige steder, som fx at kommunikation mellem levende og døde var mulig, at omsorg for den døde i form af begravelser var en religiøs pligt, hvilket også gjaldt fjender man havde dræbt, og at døden ikke var afslutningen på tilværelsen. Man forestillede sig, at der var en klar grænse mellem livet og døden. Grænsen blev dog ikke opfattet som uigennemtrængelig, og det var muligt for de levende at kommunikere med de døde. Ligesom efterkommerne kunne modtage forfædrenes velsignelser. Trods den strenge rituelle kontrol omkring de døde betragtede man alligevel de døde og deres grave med ængstelse; forstyrrelse af gravfreden var derfor belagt med tabu.
I forbindelse med en begravelse faldt den vigtigste højtid syv dage efter dødsfaldet. Her mødtes slægten til gravøl, der fungerede som en social markering og hvor også eventuelle arvespørgsmål blev afgjort. Formålet med begravelsesritualerne var at lede de døde på rette vej til dødsriget, for at forhindre, at de vendte tilbage og hjemsøgte de levende. Hvis det ikke skete, ville de døde ikke kunne finde hvile og i stedet blive til onde ånder (draugr). Synet af en sådant genfærd varslede ulykke og død, der var derfor nødvendigt rituelt at dræbe den døde, enten vha. nedpæling eller halshugning af liget.
I vikingetiden fandtes der en stor variation af gravformer, fx var både jord og brandgrave almindelige, men ligesom i de foregående perioder var gravgaver dog reglen sammen med en form for markering af graven. Noget tyder på, at man anlagde gravene, så de orienterede sig mod offentlige veje. En grav fungerede derfor sandsynligvis ikke kun som hvilested for den døde, men var også en form for social markering, og en stor gravhøj kunne fx være en måde at vise slægtens magt og indflydelse. Graven kan også opfattes som et kommunikationsmiddel mellem de dødes og de levendes verden. Billedstenene fra Gotland kan have haft en lignende funktion, ikke som gravsten men som mindesten, og som åbninger mellem de to verdner: Livets og dødens. Selve billederne ligner i komposition de mytologiske digte, vi kender fra Island, og det er muligt at de mytologiske fortællinger og stenenes portalform tilsammen skabte et permanent rituelt rum.

### Forfædrekult
Forfædrekult var et element i den før-kristne nordiske kultur. Forfædrene havde fx stor betydning for slægtens selvforståelse, og man forestillede sig, at de fra dødsriget i en eller anden form stadig kunne påvirke deres efterkommeres liv. Kontakten med dem blev opfattet som altafgørende for slægtens trivsel. Hvis man behandlede dem på den rituelt korrekte måde, kunne de give deres velsignelse til de levende og sikre dem lykke og velstand. Omvendt kunne de døde som nævnt hjemsøge de levende og bringe ulykke med sig, hvis den rituelle praksis ikke blev fulgt. Det er imidlertid usikkert, hvorvidt de døde blev opfattet som en slags guddommelige magter i sig selv, eller om de i stedet var knyttet til andre magter relateret til døden, som fx alfer.
De dødes status influerede også selve gravens udformning, og gravhøje blev opfattet som de dødes bolig. Det var særligt kraftfulde steder, hvilket også havde betydning via de genstande, der lå derinde. De tilfælde af fortidige gravåbninger, der er blevet konstateret i mange gravhøje, er således måske ikke vidnesbyrd om gravrøverier, men snarere spor efter lokalsamfundets forsøg på at hente særligt hellige genstande frem fra graven. En udgravning af en høj var en ressourcekrævende handling, der umuligt kunne foregå ubemærket, hvorfor bl.a. Gro Steinsland finder det usandsynligt, at gravrøverier var almindelige i fortiden. Desuden findes der flere mytologiske beretninger og legender om erhvervelse af genstande fra gravhøje.
Kontakten mellem de levende og døde blev opretholdt gennem forskellige ritualer, der var knyttet til gravpladsen, som fx ofringer af genstande, mad og drikkevarer. Gravene var i reglen placeret i nærheden af familiens bolig, og de døde blev opfattet som værneånder for gården og dens beboere. De ydede beskyttelse mod ulykker og gav frugtbarhed. Derfor var forfædrekult af livsnødvendig karakter, og i isolerede egne er der tegn på, at ritualerne har været i brug helt op til moderne tid. Forfædrekult har også været et element i blótgilderne, hvor mindeskåle for de afdøde var en integreret del. Desuden var alfeblót særligt knyttet til slægten.

### Vættekult
Vætter var unavngivne kollektive magter. De var værneguddomme for et landområde, og der var mange religiøse regler for den opførsel, der skulle til for at undgå konflikter mellem dem og menneskene. Det blev udnyttet af Egil Skallagrimson. Da han blev drevet i eksil fra Norge til Island, rejste han en nidstang, der skulle skræmme landvætterne i den norske konges land og dermed påføre det ulykke som hævn for kongens behandling af Egil. Nidstangen bestod ifølge sagaen af et hestehoved med gabende mund på en stang, som var sat i jorden ved stranden, så den vendte mod land.
I vikingetiden var det sandsynligvis kvinder, der var hovedaktører i vættekulten. Den omfattede diseblót og ofringer af mad og drikke på særlige lokaliteter, enten i nærheden af gården eller hvor man ellers mente, vætterne holdt til, det være sig lunde, høje og vandfald. Under religionsskiftet havde den kristne mission særligt fokus på de store, navngivne guder, og derfor fik de mere anonyme kollektive gudegrupper lov til at leve videre relativt ubemærket af de kristne myndigheder. Dertil kom, at de var knyttet til den svært kontrollerbare private kult, og vætterne overlevede derfor i folkloren i form af overnaturlige væsner som nisser, huldrefolk og tomter.

## Ritualtyper
Det er langtfra for alle typer ritualer, at vi kender praksis i detaljer. Her er en introduktion til de typer, vi bedst kender.

### Blót
Blótet var en meget betydningsfuld ritualtype, både indenfor den offentlige og den private kult. Ordet blót er forbundet med verbet blóta, hvis grundbetydning er at styrke. I vikingetiden var hovedbetydningen blevet at ofre, og meningen bag må have været, at man styrkede guderne gennem ofringen. Offer var et grundlæggende element i nordisk religion, det forekommer i alle slags kilder, lige fra antikken til middelalderen, i de mytologiske fortællinger ofrede selv guderne. I love fra den tidlige kristne periode forbydes hedenske offerhandlinger specifikt. Desuden har vi en stor mængde stednavne og arkæologiske fund, som kan tolkes som levn til offerhandlinger. I sagaerne er slagtofret det mest almindeligt beskrevne, men andre madvarer som fx kornprodukter må have været mindst lige så almindelige. Derudover blev værdigenstande af ædelt metal også ofret. I krisetider kunne man udover dyr også ofre mennesker, våben eller andre meget kostbare genstande. Et nøglebegreb i forbindelse med blótet var udtrykket árs ok fridr (til år og fred), hvilket betød, at man opfattede festen som et middel til at opretholde harmonien mellem guder og mennesker, så guderne fortsat kunne sørge for menneskenes frugtbarhed.
Mad og drikke havde en vigtig plads i ritualerne, og ofringen af dyr var det centrale element, og fortæringen af kødet i et fællesmåltid var den centrale handling hovedelementet i det forløb, som udgjorde blótgildet. Guderne fik fedt og blod, mens menneskene fik kødet. Verbet rjóda (at rødfarve) forekommer i mange kilder og omfattede stænkning af genstande og mennesker med blodet ved hjælp af særlige kviste. Blót betegnede offerritualet i sin helhed, mens senda og sóa var de centrale handlinger i ofringen, formentlig selve drabet af offerdyret (sóa) og fordelingen af kødet under måltidet (senda). Et blótgilde fungerede som et kommunionsoffer, da guderne symbolsk medvirkede i fællesmåltidet og fik del i samme offerdyr, som blev serveret for menneskene. Festen blev normalt arrangeret som et sammenskudsgilde, hvor alle deltagere var forpligtede til at medbringe de nødvendige mad og drikkevarer. Høvdinge og fyrster kunne dog bruge gavmildhed og gæstfrihed i forbindelse med blótet som middel til at øge deres prestige og indflydelse.
Selvom der ikke findes nogen entydighed i kilderne kan vi se, at der sandsynligvis var tre årlige kalenderfester, hvor der blev blotet. De årlige fester blev afviklet på særlige årstider. Den første blev kaldt at sumri (mod sommeren) og var viet til Odin. Her ofrede man bl.a. for god bør til de skibe, der snart skulle på togt, for sejr og for kongens lykke, idet sommeren var sæson for handelsrejser og krigstogter. Det andet årlige blót var høstfesten og viet til Frej, mens det tredje var midvinterfesten jól i måneden ýlir, som lå mellem vintersolhverv og midten af januar. Formålet med denne sidste fest var at hjælpe magterne med at overvinde kulden og mørket, og her var et vigtigt element fællesmåltidet, hvor især grisen var i centrum. Navnet på denne fest har overlevet til moderne tid som jul sammen med enkelte af ritualerne. Til de store årlige fester på centralpladserne var det tilsyneladende obligatorisk for alle indbyggerne i området at deltage.

### Sejd
I forskningen har man traditionelt behandlet sejd på en nedladende facon, og denne praksis blev overvejende beskrevet som magi frem for som religion. Dette hænger sammen med den generelle nedvurdering af magi og beslægtede religiøse praksisser i den ældre forskning. Sejd var et element i et større religiøst kompleks, og var knyttet til vigtige mytologiske forestillinger. Derfor betragtes sejd i dag som et væsentligt element i den nordiske religion på linje med de øvrige former for rituel praksis. Ud fra kilderne er det vanskeligt at definere, hvad begrebet sejd dækkede over i vikingetiden, men det fremgår, at det bl.a. blev benyttet i forbindelse med spådomskunst og varselstydning, både til positive og destruktive formål. Sejden blev udført af særlige specialister, hvoraf de kvindelige hed vølver og de mandlige sejdmænd. De havde en tvetydig social status. Den, der var kyndig i sejd var tydeligvis meget frygtet og respekteret, men havde samtidig en marginal position i samfundet. Mytologisk var sejd knyttet til vanerne, inden Odin lærte sig kunsten og blev den største sejdmager.
Sejdudøverens marginalitet hang sammen med sejdens grænseoverskridende karakter. Den indbefattede fx kønsskifte, hamskifte, ekstase, trance, sjælerejser og anormal seksuel adfærd, men den gav også den kyndige magt over de naturkræfter, der ellers styrede verden. En sådan magt kunne bruges både positivt og negativt. Disse kræfter blev i før-kristen tid associeret med kvindelighed, og det var derfor normalt ikke socialt acceptabelt for mænd at bruge den. Sejdmænd blev derfor anset for at være ergi, dvs. at være trådt uden for sit køns rammer. I de middelalderlige kilder fremstår sejdudøveren ofte i en oppositionel position i forhold til den offentlige kult, men hvorvidt det også var tilfældet i det før-kristne samfund, hvor trolddom og magi ikke var forbudt som i det kristne, er imidlertid usikkert. Vølver har sandsynligvis været opfattet som outsidere, der har været selvstændige og omrejsende kvinder, hvilket var helt modsat den normale kvinderolle, hvor kvinden var bundet af slægt og hus og arbejdsopgaverne der. Men intet tyder på, at vølver ikke var respekterede.
I de kilder, hvor en vølves hverv beskrives, fremgår det, at der var knyttet særlige rituelle handlinger, rekvisitter og påklædning til udøvelsen af sejd. Ritualerne indbefattede også suggestive sange, der blev kaldt galder, og hvis formål måske var at hjælpe sejdudøveren til at komme i en trancetilstand eller ekstase. Man forestillede sig, at udøveren foretog et hamskifte eller tog ud på en sjælerejse til område af kosmos, hvor det ellers ikke var muligt at komme. Der kunne man tilegne sig skjult viden, dvs. erfaringer fra åndelige væsner. Siden 19. århundrede er den nordiske sejdtradition blevet sat i forbindelse med shamanisme, i første omgang til forskellige arktiske religiøse traditioner, primært samisk, men siden også med parallelle praksisser fra hele verden. Shamanisme er i sig selv et konstrueret begreb, og i dag bliver sejd og den samiske noaide-tradition i reglen beskrevet som to parallelle fænomener, der eksisterede i to forskellige kulturer, men som gennem lang tid levede i nærheden af hinanden. Sejd og shamanisme udgjorde derfor snarere et mødepunkt mellem de to end en egentlig fælles kultur.

### Runer
Runer omtales ofte i kilderne som særligt kraftfulde symboler og blev derfor brugt i forskellige rituelle sammenhænge. I forskningen har det længe været et udbredt synspunkt, at runerne primært havde religiøs betydning, og at de kun sjældent blev brugt i dagligdags formål. Indenfor de seneste par årtier har der imidlertid været et skift indenfor runologien, og synspunktet om, at runer grundlæggende var et hverdagsskriftsystem, der også kunne bruges religiøst, er i dag det mest udbredte. Ordet rune kunne også betyde hemmelighed, og hvert runebogstav havde et navn, der knyttede det til en bestemt guddommelig magt, fx TIR til Tyr, som kunne give våben kraft, når hans rune blev ristet i det. Ristning af runer kunne således tilføre en genstand guddommelig kraft, og de besværgelser, der blev sagt over dem, blev gjort permanente af runeindskriften. Runestave var stykker af fx træ, hvori der blev ristet runer. De blev som regel brugt i krisesituationer, som ondtafværgende eller for at opnå en ønskværdig situation eller bestemte ting.